# Tesla, Inc.
Tesla, Inc. (бивше Tesla Motors, Inc.) је аутомобилска и електроенергетска компанија са седиштем у Пало Алту у Калифорнији. Предузеће се бави производњом електричних возила и, кроз своју подружницу SolarCity, производњом соларних панела. Тесла продаје модел S, модел икс, и модел 3 аутомобиле и прима резервације за модел Y, родстер (2020), Семи и Cybertruck возила. Тесла такође продаје Powerwall, Powerpack, и Megapack батерије, соларне панеле, соларне кровове и сличне производе. Тесла поседује више фабрика за производњу и састављање, посебно Гигафабрику Невада близу Рина у Невади, која производи батерије и погонске јединице, и главно постројење за производњу возила Тесла Фабрика у Фримонту у Калифорнији. Гигафабрика Њујорк, у Буфалу у Њујорку, производи соларне ћелије, а Гигафабрика Шангај, у Шангају у Кини, производи батерије и модел 3 од краја 2019, а касније ће и модел Y. Изградња Гигафабрике Берлин се планира у околини Берлина.
Фирма је основана 2003. године од стране Илона Маска и инжeњера Мартина Еберхарда и Марка Тарпенинга, под именом Тесла Моторс. Маск је био одговоран за 98% почетног финансирања, и служио је као председавајући одбора. Поставио је Мартина Еберхарда као првог главног извршног директора. Име компаније је узето у част српског научника и инжењера Николе Тесле. У првој рунди финансирања 2004, компанији су се придружили Илон Маск, Ј. Б. Страубел и Ијан Рајт, којима је ретроактивно дозвољено да се називају суоснивачима компаније. Маск, који је бивше био председавајући и који је тренутно генерални извршни директор, је рекао да је предвидео Тесла Моторс као технолошку компанију и као независног произвођача аутомобила, са коначним циљем да нуди електричне аутомобиле на приступачним ценама за просечног потрошача. Тесла Моторс је скратила своје име на Тесла у фебруару 2017.
Након 11 година на тржишту, Тесла се у 2019. години пласирала као најпродаванији светски произвођач електричних путничких аутомобила, и као бренд, и по аутомобилској групи, и са тржишним учешћем од 17% од продаја у електричном сегменту. Продаја Тесла возила на глобалном нивоу је порасла за 50% са 245.240 возила у 2018. години на 367.849 у 2019. Тесла је у 2019. години добила одобрење за почетак производње у Кини.

## Историја
Фирма Тесла моторс је настала уједињењем неколико људи, на челу са Илоном Маском, већинским власником. Име Тесла је баш узето јер је Никола Тесла пре скоро 150 година сам произвео асинхрони трофазни мотор, који се могао понашати и као генератор у истом тренутку. Баш такав мотор су искористили инжењери у производњи својих првих производа. У почетку су то била само подвожја са мотором и батеријама за разне машине, али је касније на ред дошао и њихов први ауто. Тесла родстер је настао у сарадњи са фирмом Лотус, где је њихов модел елисе узет као референт у изградњи и пројекту првог спортског електричног аутомобила. Додуше, родстер има мање од 6% заједничких ствари са оригиналним Лотусом елисе. Са овим аутом је покренута тиха аутомобилска револуција, која се касније проширила преко Теслиног новог модела, луксузној лимузини више класе, која је направљена као доказ да електро аутомобил може бити луксузан и престижан ауто, модела S. Фамилији аутомобила из Силицијумске долине 2015. године придружио се још један члан, компактни СУВ модел, модел икс, а 2017. модел 3.

## Модели
Циљ Тесле у дизајну аутомобила је да ауто изгледа веће изнутра него споља, што објашњава стаклене кровове на аутомобилима компаније. Тесла аутомобили спадају међу најбезбедније аутомобиле на свету, у чему им помаже њихов потпуно електрични дизајн и низак центар масе због батерије на дну аутомобила. Сви Тесла модели добијају бесплатна софтверска ажурирања преко интернета, која побољшавају сам аутомобил или аутопилот. Full Self Driving пакет за сва возила тренутно кошта $7.000, али се очекује постепено повећавање цене услед напредовања аутопилот система.

### У производњи

#### Тесла модел S
Тесла модел S је трозапреминска лимузина са дужином од 4.980 мм, што га сврстава у лимузине високе класе. Представљен је јавности 2009. године у Немачкој на франкфуртском сајму аутомобила, а производња и продаја је почела 2012. године у јуну у Калифорнији, САД. Најављен је као главни конкурент моделима немачких произвођача премијум класе BMW серије 5, Аудију А6 и Мерцедесу Е-класе.
У продаји се налазе два основна пакета аутомобила: дуги домет и перформанс. Оба пакета имају погон на сва 4 точка и стаклени кров. Снаге мотора су такође променљиве зависно од пакета, тако да је перформанс пакету комбинована снага оба мотора 581 kW (779 кс), која му омогућава време од 0–100 km/h од 2.6 секунди, што га ставља у један од најбржих седана на свету, и најбржег седана икада направљеног у САД. Убрзање овог аутомобила, независно од пакета је врло импозантно, због обртног момента који АЦ мотор пружа током целог дијапазона обртаја. Домет је од 590 км у перформанс пакету до 610 км у пакету дуги домет. Максимална брзина перформанс пакета је електронски ограничена на 261 km/h. Инжењери ове фирме су објаснили да је то зато што ауто има само једну брзину, те да је много више пажње посвећено убрзању, које је много битније у вожњи, од високих брзина. Такође се ради и о сигурности, где се наводи да су брзине већ преко 100 м/х (160 km/h) изузетно опасне и да нису препоручљиве за вожњу.
Већ након само неколико месеци производње, наручен је велики број модела S, што је превалило сва предвиђања о производњи, тако да се на испоручење аутомобила чекало и до 8 до 9 месеци. Продаја у Европи је пуштена при крају 2012. године, и у којој је чак и веће интересовање него у САД, јер су грађани у Европи много више заокупљени, како ценама горива, тако и самом екологијом. Због малих димензија електричних мотора и батерије у поду, модел S има задњи и предњи пртљажник, са којима има више пртљажног простора од било ког аутомобила у својој класи. Модел S такође има HEPA систем филтрирања ваздуха, који уклања бар 99,97% честица пречника 0.3 µм или изнад. Цене се крећу од $79.990 па све до $112.990, где је у цену урачунат перформанс пакет и аутопилот, те највиши степен опреме. Сваки модел S је у ентеријеру опремљен са 17 инча великим екраном на додир, који замењује сву дугмад која би се иначе нашла на командној табли (клима, фм радио, навигација, интернет), што је једна од новости у аутомобилској индустрији.
Између других награда, модел S је добио 2013 „Мотор Тренд Ауто Године”, 2013 „Зелени аутомобил године”, Аутомобил Магазин-ову 2013 „Ауто Године”, и Тајм Магазин-ову „Најбољих 25 изума године 2012” награду. Мотор Тренд је 2019. године именовао модел S за најбољи ауто године икада у 70-годишњој историји магазина.

#### Тесла модел икс
Тесла модел икс (енгл. Model X) је модел СУВ возила који је представљен 9. фебруара 2012. године у Калифорнији и на Женевском сајму аутомобила исте године. Доставе су започеле крајем 2015. године. У продаји се налазе два основна пакета аутомобила: дуги домет и перформанс. Подвожје овог аута је другачије од модела S, али батерије и агрегати су остали исти. Перформансе овог аута су такође изузетне, где са перформанс пакетом достиже 100 km/h за само 2,9 секунди, што га службено чини најбржим СУВ теренцом на свету. Максимална брзина свих пакета је електронски ограничена на 250 km/h. Домет је од 485 км за перформанс до 505 км за дуги домет.
 Новина код њега је систем отварања трећих и четвртих врата. Отвараће се у „галеб” стилу, с тим што ће се преламати на пола на средини, чинећи их практичним за улазак на уским паркинзима и слично. Модел икс такође има панорамски ветробран и HEPA систем филтрирања ваздуха, који уклања бар 99,97% честица пречника 0.3 µм или изнад. Сви пакети модела икс су опремљени и АВД технологијом (погон све четири вуче). Уз то ће имати два мотора, за сваку осовину по један. Због димензија и компактности АЦ електро-мотора, овај подухват не угрожава никакав комфор, како у кабини, тако и у пртљажном простору. Како је цео погонски склоп електро-аутомобила изузетно мали, модела икс има два пртљажника, па тако има дупло више пртљажног простора од великих теренаца као што су Фолксваген туарег и Мерцедес МЛ-класе. Модел икс може имати до 7 седишта. Цене се крећу од $84.990 све до $124.990 са перформанс пакетом, 6 седишта и аутопилотом. Сваки модел икс је у ентеријеру опремљен са екраном на додир од 17 инча.

#### Тесла модел 3
Модел 3 (оригинално стилизован као "☰") је луксузни електрични седан чија цена почиње од $38.990. Ауто се почетно звао модел Е, али после тужбе од Форда који има заштитни знак за "модел Е", Маск је објавио 16. Јула 2014. да ће се ауто уместо звати "модел 3". Представљен је 31. Марта 2017. До 7. априла 2017, недељу дана после представљања, било је 325.000 резервација за модел 3. Првих 30 аутомобила било је достављено на специјалном догађају 28. Јула 2017. Домет је од 409 км за стандардни домет плус, до 560 км за дуги домет. Перформанс пакет постиже 0–100 km/h за 3,4 секунде и максимална брзина му је 261 km/h.
У унутрашњости се издваја 15-инчни екран на коме се налазе све команде и навигација. Сваки модел 3 је стандардно опремљен аутопилотом и има панорамски стаклени кров, са филтерима за инфрацрвено и УВ зрачење. Модел 3 има предњи и задњи пртљажник. Наслони задњих седишта се могу спустити, знатно повећавајући капацитет задњег пртљажника. Модел 3 је најбезбеднији аутомобил икад тестиран од стране NHTSA.

#### Тесла модел Y
Модел Y је представљен 14. марта 2019. као компактна СУВ верзија модела 3. У мају 2018, Маск је рекао да ће се модел Y правити на платформи која дели пуно компоненти са моделом 3. Домет је од 390 км до 540 км у зависности од пакета и време 0–100 km/h од 3,7 секунди за перформанс пакет. Може да се опреми са до 7 седишта у три реда. Сваки модел Y има панорамски стаклени кров, са филтерима за инфрацрвено и УВ зрачење. Изглед унутрашњости је скоро исти као у моделу 3. Производња је почела у јануару 2020. године, док су доставе у САД почеле у марту исте године.

### Представљени

#### Тесла родстер (2020)
Тесла родстер је електрични спортски аутомобил са 4 седишта. Откривен је изненадно на крају догађаја на коме је представљен Семи, 16. новембра 2017. Имаће домет од 1000 км са батеријом од 200 kWh и максималну брзину већу од 400 km/h. Време 0–100 km/h је 2,1 секунди и време у трци на 0,25 mi (400 m) је 8,8 секунди, брже од било ког серијски прављеног аутомобила до његовог представљања у новембру 2017. Имаће три електрична мотора, који омогућавају погон на четири точка и могућност мењања обртног момента на сваком точку појединачно. Обртни моменат на точковима је 10.000 Nm. Једна од опција у конфигурацији аутомобила ће бити такозвани Спејс екс пакет, који додаје ракетне потиснике на ауто, који ће му повећати убрзање и окретност, али са губитком 2 седишта, на чијем ће се месту наћи резервоари за хладни гас под притиском. Унутрашњост је минималистичка, у којој се истичу само волан и велики закривљени екран. Цене почињу од $200.000.

#### Тесла Семи
Тесла Семи је електрични полуприколични камион класе 8 који је планиран за производњу у 2020. години. Представљен је на догађају 16. новембра 2017. године, где су приказана два прототипа. Компанија је најавила две верзије камиона: једну са 500 км и једну са 800 км домета. Камион ће имати 0–60 мпх (0–97 km/h) време од 5 секунди без терета (у поређењу са 15 секунди у сличном дизел камиону), а са 36 тона терета, 20 секунди. Семи ће имати четири електрична мотора типа који се користе у Моделу 3 и мали предњи пртљажник. За прозоре се користи „Tesla Armor Glass“ стакло, за које се тврди да може да издржи експлозију. Батерије ће се пунити преко соларних Тесла Мегапуњача (енгл. Megacharger), који ће моћи да напуне 640 км домета за 30 минута. Уз помоћ аутопилота, више камиона ће моћи да се креће у конвоју, пратећи први у коме је возач, драстично смањујући цене транспорта робе. Цене се очекују да почну од $150.000.

#### Tesla Cybertruck
Tesla Cybertruck је електрични камионет који је планиран за производњу крајем 2021. Представљен је на догађају 21. новембра 2019. године. На крају истог догађаја је откривен и Tesla Cyberquad. Пет дана после откривања, резервисано је преко 250.000 возила. Планирају се три верзије. Стандардна верзија, са једним мотором, ће имати домет од 400 km и погон на задњим точковима, док ће верзије са два и три мотора имати погон на свим точковима и домет од 482 km и 800 km, редом. Верзија са три мотора убрзава од 0 до 60 mph (0 – 97 km/h) за 2.9 секунди. Може да вуче до преко 6,3 тоне. Има уграђен инвертор од 110/220 волти, који омогућава напајање електричних алата или апарата без преносивог генератора. Ваздушни компресор, који се користи са самонивелирајиће вешање, омогућава напајање пнеуматских алата. Изграђен је од посебне легуре нерђајућег челика која је отпорна на метке и за прозоре користи издржљиво „Tesla Armor Glass“ стакло. У унутрашњости има 6 седишта и екран од 17 инча. Цене почињу од $39.900.

### Окончана производња

#### Тесла родстер (2008 — 2012)
Тесла родстер је први модел Тесле и имао је цену од 84.000€ (109.000$). Производио се од 2008. до 2012. године, и продато је преко 4.000 примерака у преко 30 земаља света. Ауто се одмах нашао на топ-листама као најбољи ауто на струју икад и као један од најбољих спортских аутомобила тог времена. Први модел родстера је убрзавао од 0–100 km/h за нешто мање од 4 секунде, што га је довело у сам врх серијски прављених аутомобила, поред још пар произвођача који су успели то. Максимална брзина овог аута је релативно много ниска за један спортски аутомобил и износи 201 km/h. На питање инжењера зашто је спортски ауто, који може лако да превали и 300 km/h брзина ограничена на 201 km/h, инжењери су одговорили да у спорту није битна максимална брзина, већ убрзање, и да је са овим аутом коначно доказано да су аутомобили на струју бољи и исплативији од аутомобила са погоном преко СУС мотора. Домет батерија са једним пуњењем је израчуната на 400 км, али су тест-возачи успевали да пређу и преко 500 км уз изузетно строге режиме вожње.
Тесла родстер је први и једини аутомобил у свемиру. Масков лични родстер је лансиран на Спејс екс Фалкон Хеви ракети, 6. фебруара 2018. са лутком у Спејс екс оделу која је, у част Дејвид Боуија, названа Стармен. У ауту се налазе разне референце на „Аутостоперски водич кроз галаксију“. Звучни систем аута је пре лансирања подешен да стално пушта песму „Space Oddity“ Дејвида Боуија. Ауто је постао вештачки сателит Сунца у елиптичној хелиоцентричној орбити која прелази орбиту Марса. Маск је објаснио да је желео да инспирише јавност о „могућности да се нешто ново дешава у свемиру“ као део његове веће визије о ширењу човечанства на друге планете.

## Пуњење батерија
Да се напуни батерија Теслиног Модела С од 60 kWh, у кућним условима, прикључењем на кућну мрежу од 220 V са једноструким пуњачем, да би се батерија напунила, потребно је нешто мање од 7 сати и 30 минута, док се са двоструким пуњачем, који удвостручује јачину улазне струје, време дупло смањује, па је 60 kWh батерију могуће напунити за мање од 4 сата.
Због времена потребног за пуњење су и оспоравана кола на електрични погон, али је Тесла смислила нов систем пуњења, са којим се батерија од 85 kWh напуни за око 45 минута. То је могуће преко посебних пуњача које се називају „супер-пуњачи” (енгл. Supercharger), којих је у јануару 2020. имало 16.104 на 1.821 локацији широм света. Тај број се стално повећава и свака станица супер-пуњача се појављује у систему за навигацију у Тесла аутомобилима. Систем за навигацију аутоматски планира руту до унесене локације, укључујући места где треба стати за пуњење. Унутар аутомобила за сваку станицу имају информације о снази (kW) пуњача и колико је пуњача слободно. Ако се узме километража која се прелази на отвореном путу са оваквом батеријом, која се протеже негде око 450 км, довољно је стати на супер-пуњач на 45 минута, и након тога се може наставити путовање још наредних 450 км. Обично и стручњаци предлажу дуже одморе за време дужих вожњи, тако да се ово пуњење батерија повезује и са одмором на отвореном путу. Најраспрострањенији супер-пуњачи (Supercharger V2) имају снагу од 150 kW, док најновији супер-пуњачи (Supercharger V3) имају снагу од 250 kW и могу да напуне до 120 км домета батерије за 5 минута.
Тесла такође има дестинацијске пуњаче, који имају снагу до 22 kW, које Тесла пружа хотелима, ресторанима, тржним центрима и сличним објектима.Постављено је 23.963 дестинацијских пуњача широм света, које Тесла бесплатно постави на локацији. Дестинацијски пуњачи се понекад поставе и поред супер-пуњача, где се користе у случају да није потребно брзо пуњење, јер се, ако је станица за супер-пуњаче више од 50% пуна, плаћа време проведено на супер-пуњачима са пуном батеријом. Дестинацијски пуњачи се појављују на систему за навигацију у Тесла аутомобилима.
Батерије се такође пуне приликом кочења мотором. Тачније, сваки АЦ електро-мотор је уједно и генератор електричне струје, те кад се погонска папучица (потенциометар) пусти, цео ауто почиње да кочи, и тако допуњује батерију. Овај систем доноси највећу предност током кретања низбрдо, када може приметно напунити батерију. Електрични дизајн аутомобила доноси погодности у градској вожњи, у односу на потрошену енергију на пређен пут, где за разлику од СУС мотора, нема празног рада мотора док ауто стоји, што повећава потрошњу и за 40% у условима градске вожње.

## Батерије
У Априлу 2015, компанија је представила Powerwall кућне и Powerpack индустријске батерије, и брзо је добила поруџбине у вредности од 800 милиона долара.

#### Powerwall
Tesla Powerwall је батерија за кућну употребу, која се пуни соларном енергијом уколико кућа поседује соларне панеле, или када је струја јефтина. Powerwall се монтира на зид, напољу или унутра, и може да спречи утицај нестанка струје на мрежи. Капацитет је 13.5 kWh, са максималном снагом од 7 kW, а сталном снагом од 5 kW. Цена је $6500. Уколико је потребно, може се монтирати више од једног, што може обезбедити потпуну независност од електричне мреже.

#### Powerpack
Tesla Powerpack је батерија за индустријску употребу. Powerpack системи могу да имају стотине јединица. Капацитет једне је 210 kWh.

#### Megapack
Tesla Megapack је батерија за складиштење енергије из електричне мреже. Сваки Megapack долази потпуно састављен из фабрике са капацитетом од 3 MWh и инвертором од 1,5 MW, са 60 % већом густином енергије од Powerpack батерије. Megapack системима је потребно 40 % мање простора и 10 пута мање делова него за Powerpack системе.

## Аквизиције
- Riviera Tool LLC - Riviera Tool је произвођач система за утискивање који се користе за обликовање делова од лима. Аквизиција је најављена 8. маја 2015. године. Riviera Tool LLC је купљена за непознату цену.[51]
- SolarCity - SolarCity пружа услуге соларне енергије власницима кућа, предузећима, влади и непрофитним организацијама. Аквизиција је објављена 22. јуна 2016. Цена куповине била је 2,6 милијарди долара.[52]
- Grohmann Engineering - Grohmann Engineering је немачка инжењерска компанија са седиштем у Приму. Аквизиција је најављена у новембру 2016. Цена је била 135 милиона долара.[53]
- Perbix - Perbix дизајнира аутоматизовану производну опрему. Аквизиција је најављена 7. новембра 2017. То је била куповина свих акција за око 10,5 милиона долара.[54]
- Maxwell Technologies - Maxwell Technologies производи и продаје решења за складиштење енергије и напајање за аутомобиле. Планирана куповина најављена је 4. фебруара 2019. и завршена је у мају 2019.[55] То је била куповина свих акција за 218 милиона долара.[56]
- DeepScale  - DeepScale развија технологије за перцептивне системе аутоматизованих возила. Аквизиција је најављена 1. октобра за необјављени износ.
- Hibar Systems Ltd  - Hibar Systems Ltd из Онтарија у Канади је светски позната по напредним решењима за аутоматизацију за батерије малих ћелија путем механизованог система убризгавања. Аквизиција је тихо откривена у бази података федералног лобистичког регистра од 2. октобра 2019. Вредност аквизиције тада није била позната.[57]

## Реакција јавности
Јавност, како у Сједињеним Америчким Државама, тако и у свету, није у почетку давала пуно простора новој фирми, која је пропагирала нов вид аутомобила и неку врсту аутомобилске револуције. Обично су се налазили коментари о оспоравању самог електромотора, о времену пуњења, па и саме узроке о опасности електричне струје саме по себи. Многи новинари за ово окривљују и саму жељу власника нафтних бушотина, којима никако не иде у корист производња аутомобила, који пружа много више бољих карактеристика, и да не користи њихов производ — нафту. Након избацивања на тржиште првог модела фирме родстера, јавност је по први пут могла да осети праву особину електромотора. Агилност, момент, снага, нечујност и финоћа рада ових аутомобила је у старту фасцинирала све аутомобилске ентузијасте. Али, како се радило о спортском ауту, који није никако био доступан великој већини људи, Теслин нов модел је и даље остао у сенци. Тек након лансирања новог, више комерцијалног модела, Тесла је добила замах. Нови модел S је одмах проглашен за ауто године 2013. и проглашен за један од најбољих аутомобила свих времена. Илон Маск, власник фирме је након овог ласкавог признања изјавио да би био изузетно срећан кад би у наредним годинама гледао како се сва возила пребацују на електрични погон, како је он назвао то, да се покрене „аутомобилска револуција”.